# Estudo de associação de âmbito ambiental

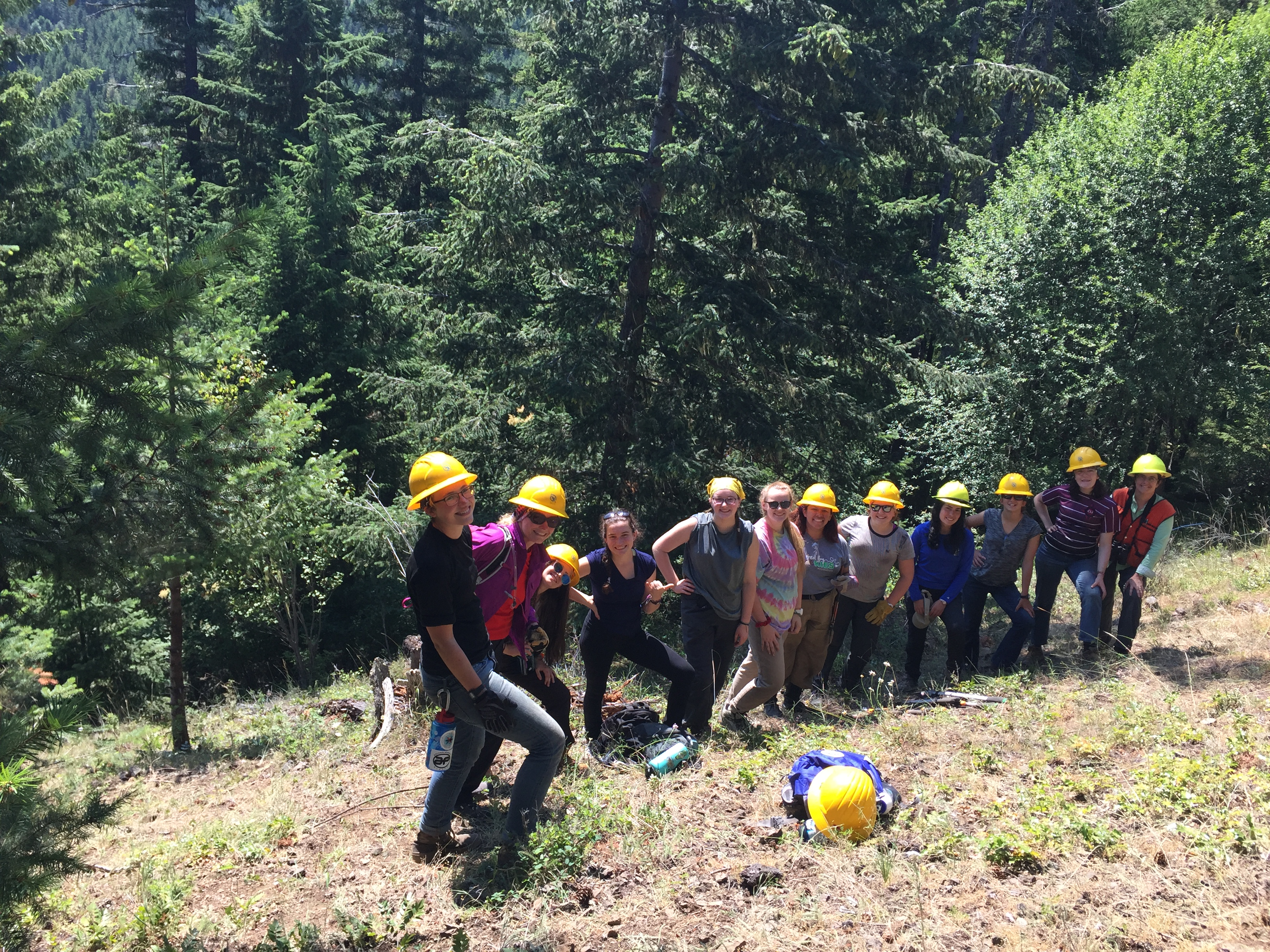
Dia do habitat da borboleta, a 1 de agosto de 2018, na Floresta Nacional Olímpica.

Um estudo de associação de âmbito ambiental (abreviado EWAS), é um tipo de estudo epidemiológico análogo ao estudo de associação de todo o genoma, ou GWAS. O EWAS examina sistematicamente a associação entre uma doença complexa e vários fatores ambientais individuais, controlando a testagem de várias hipóteses.